# Hong Kong Disneyland Resort
Disneyland Hong Kong – park rozrywki otwarty 12 września 2005 roku, zbudowany przez The Walt Disney Company.
Kompleks zajmuje obszar 1,3 km² na wyspie Lantau w kierunku północno-wschodnim (w przybliżeniu dwa kilometry) od Zatoki Discovery. Składa się z parku tematycznego Disneyland Kong Hong, dwóch hoteli (Hotel Disneyland i Hollywood Hotel Disneyland) oraz sklepów i restauracji.

## Atrakcje

### Kolejki górskie
W 2022 roku w parku znajdowały się 3 czynne kolejki górskie, a kolejna była w budowie.

#### Czynne
| # | Nazwa                                  | Producent | Data otwarcia     | Typ                     | Wysokość [m] | Prędkość [km/h] | Źródło |
| - | -------------------------------------- | --------- | ----------------- | ----------------------- | ------------ | --------------- | ------ |
| 1 | Hyperspace Mountain                    | Vekoma    | 12 września 2005  | stalowa rodzinna        | 30,5         | ?               | [ 3 ]  |
| 2 | RC                                     | Intamin   | 17 listopada 2011 | stalowy shuttle coaster | 25,0         | ?               | [ 4 ]  |
| 3 | Big Grizzly Mountain Runaway Mine Cars | Vekoma    | 13 lipca 2012     | stalowa rodzinna        | ?            | 56,0            | [ 5 ]  |

#### W budowie
| # | Nazwa                             | Producent | Planowane otwarcie | Typ              | Wysokość [m] | Prędkość [km/h] | Źródło |
| - | --------------------------------- | --------- | ------------------ | ---------------- | ------------ | --------------- | ------ |
| 1 | Wandering Oaken’s Sliding Sleighs | Vekoma    | 2023               | stalowa rodzinna | ?            | ?               | [ 6 ]  |